# Укрінтеренерго
ДПЗД «Укрінтеренерго» — державна комерційна компанія, заснована у 1993 за наказом Міністерства енергетики та електрифікації України. Зараз діяльність організації контролюється Міністерством енергетики та вугільної промисловості України. Станом на 2019 рік компанію очолюють Андрієнко Василь Миколайович, Скалацький Василь Павлович, Котляренко Дмитро Володимирович, Мануйленко Олександр Володимирович.

## Функції підприємства
Повний комплекс функцій, які виконує організація, можна розділити на наступні категорії:
1. Постачальник «останньої надії»[2] (з 1 січня 2019 року до 1 січня 2021 року).
2. Постачальник електроенергії за вільними цінами.
3. Експортер електроенергії, головним чином на територію Угорщини, Румунії, Словаччини, Польщі, Молдови, Республіки Білорусь та Російської Федерації.
4. Транзит внутрішніми електромережами.
5. Постачання вугілля та газу національним компаніям.

## Менеджмент

### Андрієнко Василь Миколайович
Андрієнко Василь Миколайович — голова компанії. Заступив на посаду в 2014 році. Має понад 25 років досвіду на керівних посадах.
За освітою інженер-технолог. Діючий голова інституту пожежної безпеки імені Героїв Чорнобиля Національного університету цивільного захисту України.
У 2003 році отримав медаль «За бездоганну службу» III ст. У 2012 році отримав звання Заслуженого працівника цивільного захисту України.

### Скалацький Василь Павлович
Скалацький Василь Павлович — радник голови компанії з питань інвестиційного планування. Заступив на посаду в 2015 році.
Має вищу освіту та відзнаки у економічній сфері. Працює на керівних посадах більше 22 років.
У період між 2011 та 2015 займався депутатською діяльністю.  

### Котляренко Дмитро Володимирович
Котляренко Дмитро Володимирович — заступник голови компанії з питань економіки та фінансів. Заступив на посаду в 2010 році.
Має кандидатський ступінь у галузі економіки та управління національним господарством.  Більше 15 років працює у галузі фінансів та економіки в енергетичній сфері.
У 2015 році брав участь у депутатських виборах від 33 мажоритарного округу.
Дмитро Котляренко має наукові праці, включно:
- Періодика «До питання про прогнозування споживання електроенергії великими промисловими центрами», що була опублікована у 2008 році.
- Публікація «Підвищення енергетичної ефективності української економіки», що була оприлюднена у 2011 році.

Також публікує статті з економічною та енергетичною тематикою у українських виданнях.

### Матвієнко Роман Петрович
Матвієнко Роман Петрович — заступник голови компанії  з комерційних питань. Заступив на посаду в 2015 році.
За освітою спеціаліст з харчових технологій, а також правознавець. Займає керівні посади більше 15 років.

### Мануйленко Олександр Володимирович
Мануйленко Олександр Володимирович — заступник голови компанії  з питань функціонування ПОН. Заступив на посаду в 2018 році.
За освітою спеціаліст з електричних систем, правознавець та менеджер підприємств. Працює в енергетичній галузі більше 20 років.

## Структура
- Фінансово-економічний блок
- Управління комерційною діяльністю
- Управління активами та інвестиційне планування
- Постачальник «останньої надії»
- Інформаційно-консультаційний центр
- Кадрове забезпечення
- Правове забезпечення
- Охорона праці
- Уповноважений з антикорупційної діяльності
- Спільне підприємство «ШОНГДА-УКРІН»

## Спільна діяльність
З 1998 року ДПЗД «Укрінтеренерго» має спільний проект з в'єтнамською компанією «Шонг-Да» — «ШОНГДА-УКРІН» з головним офісом у м. Ханой, В'єтнам. Через деякий час після заснування до компанії приєднався проектний інститут ЧАО «Укргідропроект».
Інтернаціональна компанія «ШОНГДА-УКРІН» надає консультаційні послуги, проводить наукові дослідження, контролює роботу національних та іноземних технічних об'єктів.
У 2020 році Уряд схвалив постанову, яка передбачає зменшення з 01.01.2021 та у період здійснення ДПЗД «Укрінтеренерго» функцій постачальника «останньої надії» (електроенергія) нормативу відрахування частини чистого прибутку з 80 % до 30 %.

## Членство
ДПЗД «Укрінтеренерго» входить до складу наступних об'єднань:
- Рада оптового ринку електроенергії України. Як активний член Ради ОРЕ (з 1996 р.), ДПЗД «Укрінтеренерго» бере участь у перегляді і вдосконаленні правил організації, контролює виконання домовленостей, укладених між учасниками, впроваджує нові ринкові моделі та аналізує їх ефективність, розробляє методи стимулювання конкуренції.
- Міжурядова українсько-білоруська змішана комісія з питань торговельно-економічного співробітництва. З 1996 р., ДПЗД «Укрінтеренерго» сприяє покращенню економічних стосунків між двома країнами у паливно-енергетичній  сфері.
- Федерація роботодавців паливно-енергетичного комплексу України. Компанія «Укрінтеренерго» вступила до організації у 2018 році для захисту інтересів вугільних та енергетичних підприємств, а також їх робітників, створення єдиної стратегії консолідації і посилення цих підприємств, укріплення соціально-трудових стосунків у галузі.